# Rock 'n' Oz
Rock 'n' Oz es el segundo álbum recopilatorio de la banda Mägo de Oz. 
Este recopilatorio es una versión más sencilla del álbum recopilatorio The Best Oz, conteniendo únicamente dos discos, que serían los grandes éxitos de la banda.

## Lista de canciones
| CD 1 (Singles) |                                                  |                         |          |  |
| N.º            | Título                                           | Disco original          | Duración |  |
| 1.             | «Molinos de viento» (Nueva versión)              | La leyenda de La Mancha | 4:09     |  |
| 2.             | «La costa del silencio»                          | Gaia                    | 4:41     |  |
| 3.             | «Fiesta pagana»                                  | Finisterra              | 4:54     |  |
| 4.             | «La danza del fuego»                             | Finisterra              | 5:14     |  |
| 5.             | «El lago»                                        | La Bruja                | 4:24     |  |
| 6.             | «El atrapasueños»                                | Gaia                    | 4:20     |  |
| 7.             | «La rosa de los vientos»                         | Gaia                    | 4:17     |  |
| 8.             | «El que quiera entender que entienda»            | Finisterra              | 7:30     |  |
| 9.             | «Hoy toca ser feliz»                             | Gaia II: La voz dormida | 4:20     |  |
| 10.            | «La posada de los muertos»                       | Gaia II: La voz dormida | 4:44     |  |
| 11.            | «Diábulus in Música»                             | Gaia II: La voz dormida | 4:45     |  |
| 12.            | «Hasta que tu muerte nos separe» (Nueva versión) | Jesús de Chamberí       | 5:51     |  |
| 13.            | «Hasta que el cuerpo aguante»                    | Finisterra              | 4:31     |  |
| 14.            | «El cantar de la luna oscura» (Nueva versión)    | Jesús de Chamberí       | 5:14     |  |

| CD 2 (Folk Metal) |                                     |                         |          |  |
| N.º               | Título                              | Disco original          | Duración |  |
| 1.                | «Jesús de Chamberí» (Nueva versión) | Jesús de Chamberí       | 8:47     |  |
| 2.                | «Van a rodar cabezas»               | Gaia                    | 6:42     |  |
| 3.                | «El santo grial»                    | La leyenda de La Mancha | 5:10     |  |
| 4.                | «Satania»                           | Finisterra              | 8:15     |  |
| 5.                | «La leyenda de La Mancha»           | La leyenda de La Mancha | 4:19     |  |
| 6.                | «Gaia»                              | Gaia                    | 11:04    |  |
| 7.                | «Maritornes»                        | La leyenda de La Mancha | 4:21     |  |
| 8.                | «El paseo de los tristes»           | Gaia II: La voz dormida | 5:21     |  |
| 9.                | «Astaroth»                          | Finisterra              | 6:30     |  |
| 10.               | «Réquiem»                           | La leyenda de La Mancha | 8:11     |  |

## Ventas
The Best Oz y Rock 'n' Oz consiguieron ser disco de oro  con más de 45.000 copias vendidas